# 比·南利的演艺生涯

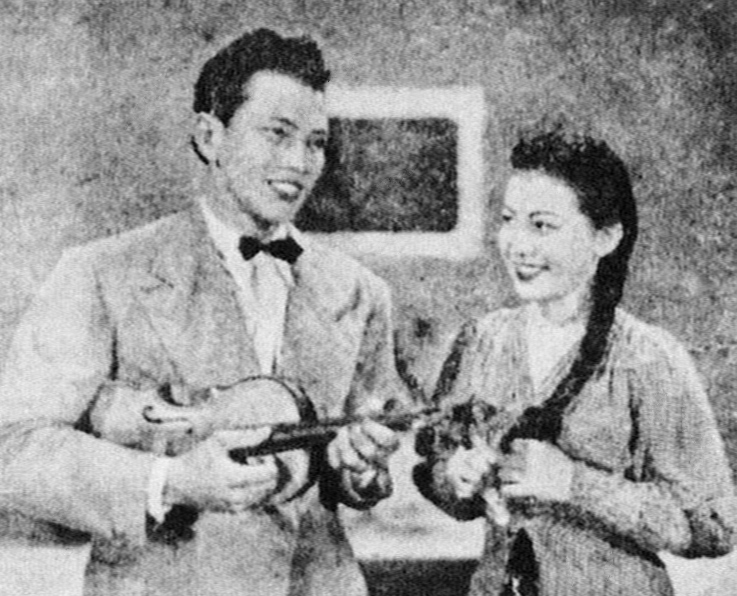
比南利和女演员卡斯玛·璞蒂，摄于1950年

比·南利（P. Ramlee）是马来西亚已故的巨星，不仅是一位杰出的演员，也是导演、编剧、作曲家和歌手。他的演艺生涯始于1948年，一直持续到1973年去世。他的电影作品在1950年代至1960年代曾风靡一时，深受观众喜爱。

## 1945–1949：早期参与
比南利在看到村里的朋友们演奏音乐后，对音乐产生了浓厚的兴趣。他开始用打工挣来的钱积攒购买小提琴的费用。当他在Japanese Navy School上学时，曾担任一个150人营的队长。每逢周末晚上举办演出时，他经常被邀请演唱几首歌曲。日本的教育系统使比南利在短时间内掌握了日语。日本方面把他派到各地以磨练他的技能。
晚上祈祷结束后，他与Sinaran Bintang Sore乐队一起练习音乐。随后，他加入了Orkes Teruna Sekampung，担任小提琴手、歌手和歌曲创作人。Kamaruddin发现了他的才华，并在自己家中为他提供钢琴课。由于他在上课时无法完全集中注意力，Kamaruddin的女儿Normah会端来一杯咖啡以鼓励他。
比南利开始通过参加马来亚广播电视北马区歌唱大赛来尝试自己的运气。1945年，他获得了第三名，之后在第二年再次名列第二。1947年，他获得了冠军。从那时起，他和Orkes Teruna Sekampung在北马地区广为人知。由舞台剧演员组成的Rayuan Asmara剧团在槟城举办演出。当时，他渴望观看演出，尽管没有钱。他将通过社交活动和演出获得的收入花在购买衣物上。有一次，他不得不穿着破衣服，并用外套遮掩。
最终，他鼓起勇气翻越围栏观看Rayuan Asmara剧团的演出。卡斯玛·璞蒂是该团的歌手，当时尚未成为电影演员。Ahmad C.B.与Orkes Teruna Sekampung的负责人见面，建议他们与Rayuan Asmara剧团合作。在两团合作的演出中，比南利第一次见到了卡斯玛·璞蒂，也认识了卡斯玛的继父、萨克斯手Jaafar。之后由于Rayuan Asmara剧团经常四处巡演，有一段时间比南利没有再见到卡斯玛。
1948年，邵氏兄弟的导演B.S. Rajhans在槟城的一场keroncong演出中发现了比南利的才华。一年后的1949年，Rajhans邀请比南利加入马来电影制作有限公司（Malay Film Production，简称MFP）担任背景歌手。比南利毫不犹豫，带着他的提琴前往新加坡。他在位于安峇斯路的工作室参加试镜，演唱了他创作的第一首歌曲《Azizah》。这首歌后来成为他的代表作，并被用作他执导的首部电影《Penarek Becha》（1955年）的背景音乐。
比南利的首部电影是《Chinta》（1948年），他在片中饰演反派角色并贡献了背景音乐。他的成功持续增长，先后在《Nasib》（1949年）和《Nilam》（1949年）中演出并提供音乐，之后在《Bakti》（1950年）和《Takdir Ilahi》（1950年）中担任主角。比南利在作为演员的知名度不断上升的同时，他的音乐事业也开始起步。他那动听的嗓音使他获得了与Hemsley & Co.的录音合同。《Azizah》为Hemsley带来了可观的利润，公司为此支付了比南利近3,000美元的报酬。比南利还在Yusoff B.指导下与HMV（His Master's Voice）管弦乐团合作演唱，这个管弦乐团曾在马来亚广播电视演出，并在国泰大厦播出。

## 1950–1957：早期成功与顶峰时期
比南利的电影事业在《Takdir Ilahi》上映后迅速攀升。据他当时的好友称，比南利因MFP未能满足他加薪的要求而离开了该公司，同时计划加入另一家电影公司Nusantara Productions，但未能成功。随后在1950年12月发生的Maria Hertogh事件促使比南利暂时前往马来半岛的新山。之后，通过他的好友兼MFP的第一位马来导演A. Mahadi，比南利重新加入MFP并主演了电影《Penghidupan》，该片于1951年5月底上映。
重新回到MFP后，比南利主演了一系列由该工作室制作的电影——如《Sejoli》（1951年）、《Juwita》（1951年）、《Antara Senyum dan Tangis》（1952年）、《Hujan Panas》（1953年）和《Panggilan Pulau》（1954年）。1955年，比南利执导了他的第一部电影《Penarek Becha》，并与Saadiah一起出演。这部电影在商业上取得成功，并获得《Majalah Filem dan Sukan》娱乐杂志的好评。1956年，这部电影获得了最佳马来电影、最佳导演、最佳歌曲（《Inang Baru》）和最佳演员的荣誉。他随后执导的作品在亚洲电影节上赢得了许多奖项。
在印度电影导演马纯岱的指导下，比南利与Saadiah和Ahmad Mahmud一起出演了电影《Hang Tuah》，该片于1956年1月28日上映。随后，他再次与马纯岱合作，主演了电影《Anak-ku Sazali》，在其中饰演了两个角色：慈爱的父亲Hassan和叛逆的儿子Sazali。凭借这部电影，他在第四届东京亚洲电影节上获得了最佳男演员奖。

## 1958–1963：批判性认可
1958年，他出演了军事电影《Sarjan Hassan》，在其中扮演同名角色。这部电影最初由菲律宾导演Lamberto Avellana执导，但后来Avellana选择退出，改由比南利接手执导。这部电影由金斯·三苏丁（Jins Shamsuddin）、Salleh Kamil和Saadiah出演。两年后，他编写、执导并主演了电影《Antara Dua Darjat》（1960年），讲述了Ghazali（比南利饰演）和Tengku Zaleha（Saadiah饰演）之间的爱情关系，遭到了Tengku Zaleha重视地位的家人的反对。这部电影的演员包括S. Kadarisman、Yusof Latiff、Ahmad Nisfu和Kuswadinata。除了电影外，比南利还执导了戏剧制作，如《Sultan Mahmood Mangkat Di Julang》（1959年）、《Kachip Mas》（1961年）和《Damaq》（1952年），这些戏剧在Happy World和New World以及维多利亚剧院上演。
比南利在喜剧方面也非常突出，这一点在他执导的《Bujang Lapok》系列电影中得到了证明。他自己与S. Shamsuddin和阿都阿兹·萨塔尔共同出演，这成为他最受欢迎的喜剧电影，因其社会意识的主题而备受喜爱。《Bujang Lapok》的成功还带来了三部续集电影——《Ali Baba Bujang Lapok》、《Pendekar Bujang Lapok》和《Seniman Bujang Lapok》。1962年，他从与妻子莎罗马的幸福生活中获得灵感，执导了电影《Ibu Mertua-ku》，并在其中饰演Kassim Selamat角色。这部电影不仅取得了商业成功，其主题曲《Di Mana Kan Ku Cari Ganti》的受欢迎程度甚至超过了电影本身。在这部电影中，比南利还展示了他吹萨克斯风的技能。《Ibu Mertua-ku》在第十届东京亚洲电影节上赢得了特别设立的“最全面演员”奖项。次年，他和妻子在由林黛和陈厚主演的香港电影《花团锦簇》中客串演出。

## 1964–1973：成功的延续与事业的终结
1964年，比南利执导、编写并主演了两部电影——《Madu Tiga》和《Tiga Abdul》（与S. Kadarisman共同编写），这是他在加入吉隆坡的默迪卡制片厂（由何亚禄和H.M. Shah拥有）之前与邵氏兄弟合作的最后两部电影。然而，邵氏兄弟并没有与比南利断绝关系，他们在默迪卡制片厂中购买了大量股份。1964年11月，比南利和他的妻子莎罗马受邀在Kwong Tong协会为巫统的妇女和穆斯林基金进行综艺表演。
他在默迪卡制片厂执导的第一部电影是《Sitora Harimau Jadian》，在片中亲自撰写了剧本并出演。为了这部电影，比南利尝试使用特效，但由于预算有限和缺乏支持，他不得不亲自承担包括剪辑在内的各种任务。在新加坡的电影预演中，Ahmad Daud和Saadiah等演员出席，但邵氏兄弟仅在15分钟后便离开了。这成为唯一一部失传的马来电影。
比南利随后在默迪卡制片厂执导了另外18部电影，如《Masam-Masam Manis》和《Do Re Mi》系列电影，直到1972年。1967年，由于比南利离开后最后三部电影的失败，MFP结束了运营。一年后，比南利所属的唱片公司EMI决定不续签他的合同，这对比南利是一个巨大的打击，但他决定不再与EMI合作。
1969年6月21日，比南利和莎罗马前往印尼棉兰，参加了马来西亚文化代表团在那里的活动。一同前往的嘉宾还包括时任首相东姑阿都拉曼的夫人莎莉法（Sharifah Rodziah Syed Alwi Barakbah）。
他的最后一部电影是《Laksamana Do Re Mi》（1972年），这是他在默迪卡制片厂的最后一部电影，而他的最后一首歌曲则是《Air Mata di Kuala Lumpur》，由莎罗马在他去世后演唱。事业的末期，比南利在两部电视连续剧中出演，即《Intan》（1970年）和《Rantau Selamat》（1972年），这两部由Abdullah Hussain编写。比南利与H.M. Shah和其他三人共同创立了马来西亚电影制作人协会（PERFIMA），一个旨在促进本地电影产业的组织。然而，在1973年2月底，由于与领导层的意见分歧，比南利和H.M. Shah被PERFIMA解雇。在去世前，比南利有意创立属于自己的电影公司，以便有朝一日能与邵氏兄弟竞争。
在生命的最后阶段，比南利率领马来西亚艺术家代表团参加了1973年5月14日至18日在新加坡举行的亚洲电影节。之后于同年5月29日因心脏病去世，时年44岁。

## 影响

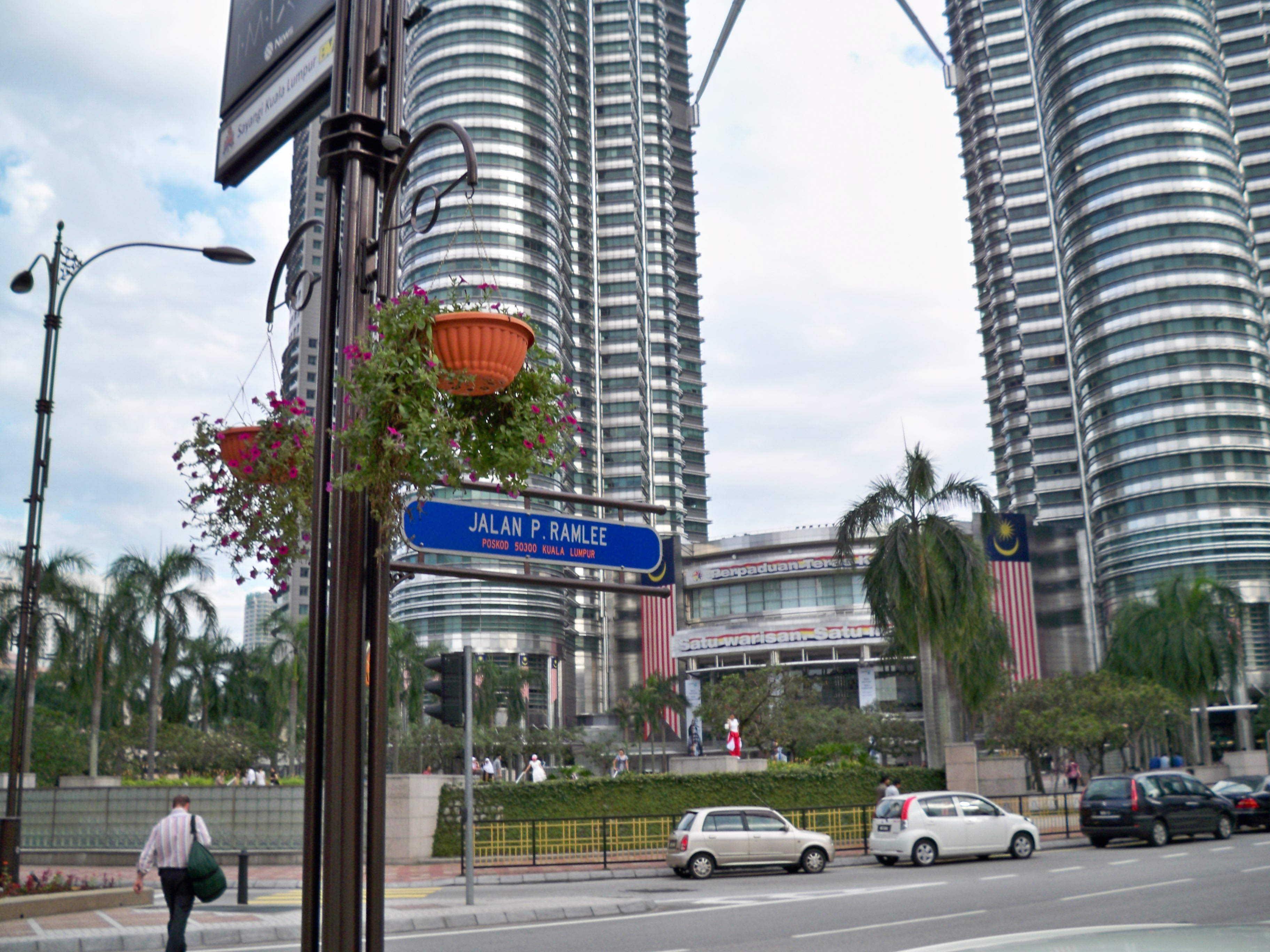
吉隆坡的比南利路，以他的名字命名

除了执导和表演外，比南利还创作了超过250首歌曲。他的歌曲以其多样化的音乐风格而闻名，曾演绎了包括爵士乐和Joget在内的各种流派。他在马来电影界的导师之一是L·克里希南，这位导演在1950年代至1960年代执导了多部马来电影。比南利成功的表演风格受到来自南印度的两位著名演员M. G. Ramachandran和Sivaji Ganesan的启发。印度记者多姆·莫赖斯在1972年4月的《亚洲杂志》中将比南利誉为“马来电影界的约翰·韦恩”。
在其职业生涯中，比南利参与了62部电影，并在多个方面担任不同角色。他的作品获得了各种奖项和荣誉。比南利的成就和影响力使得他于2010年被CNN列为“史上25位最伟大的亚洲演员”。